# گیزلا گروت‌هاوس
گیزلا گروت‌هاوس (آلمانی: Gisela Grothaus؛ زادهٔ ۲۰ فوریهٔ ۱۹۵۵) قایقران کانو اهل آلمان است.
وی در مسابقات کشوری و بین‌المللی در مجموع برندهٔ ۱ مدال نقره شده‌است.